# Nikola Kostelac
Nikola Kostelac (Zagreb, 7. studenoga 1920. – Zagreb, 15. siječnja 1999.), hrvatski filmski redatelj, animator, crtač i trik-snimatelj.
U svojoj mladosti se školovao za arhitekta, međutim najpoznatiji je po svom stvaralaštvu na području animacije, karikature i stripa. Član je i jedan od začetnika Zagrebačke škole crtanog filma i uvelike je pridonio afirmaciji reducirane animacije zahvaljujući kojoj se proslavio i ušao u svjetsku povijest filmskog stvaralaštva.
Prvi autorski film Crvenkapica radi s Aleksandrom Marksom, koji je bio prvi domaći film u boji. Iako će Dušan Vukotić i Vatroslav Mimica ostati zapamćeni kao vodeći inovatori čiji je rukopis obilježio smjer Zagrebačke škole crtanog filma, činjenica je da je Kostelac utro put stilizaciji, ekspresivnosti, dotjeranosti i tematskoj zrelosti njihovih umjetničkih trijumfa koji su uslijedili nakon toga. Najpoznatiji je po filmovima Na livadi, Susret u snu, a posebno po filmu Premijera.
Nakon niza autorskih filmova, Kostelac se vraća namjenskom, reklamnom filmu, od kojeg je i započeo svoju karijeru i u kojem je zapravo i pronašao svoj stil. Tijekom života obnašao je dužnost direktora Studija za crtani film Zagreb filma i direktora Studija za naručeni film Zagreb filma.
Preminuo je u Zagrebu 1999. godine.

## Djela
- "Crvenkapica" 1955.
- "Fotokemika - samo trenutak"  1956.
- "Na livadi" 1957.
- "Premijera" 1957.
- "Susret u snu" 1957.
- "Nocturno" 1958.
- "Djevojka za sve" 1959.
- "Ludo srce" 1959.
- "Ring" 1959.
- "Zbog jednog tanjura" 1959.
- "Slučaj How-hoo-hee-ja ( serija slučajeva )" 1960.
- "Slučaj kokoške koja nije mogla snijeti jaje ( serija slučajeva )" 1960.
- "Slučaj mladog klokana ( serija slučajeva )" 1960.
- "Slučaj soprano tube ( serija slučajeva )" 1960.
- "Cupido" 1961.
- "Slučaj budalaste zemne vjeverice ( serija slučajeva )" 1961.
- "Slučaj uplašenog matadora serija slučajeva )" 1961.
- "Krađa u luci ( serija Inspektor Maska)" 1962.
- "Otmica Miss Univerzum (serija Inspektor Maska )" 1963.[4]